# Junonia lemonias
Junonia lemonias är en fjärilsart som beskrevs av Carl von Linné 1758. Junonia lemonias ingår i släktet Junonia och familjen praktfjärilar. Inga underarter finns listade i Catalogue of Life.

## Bildgalleri

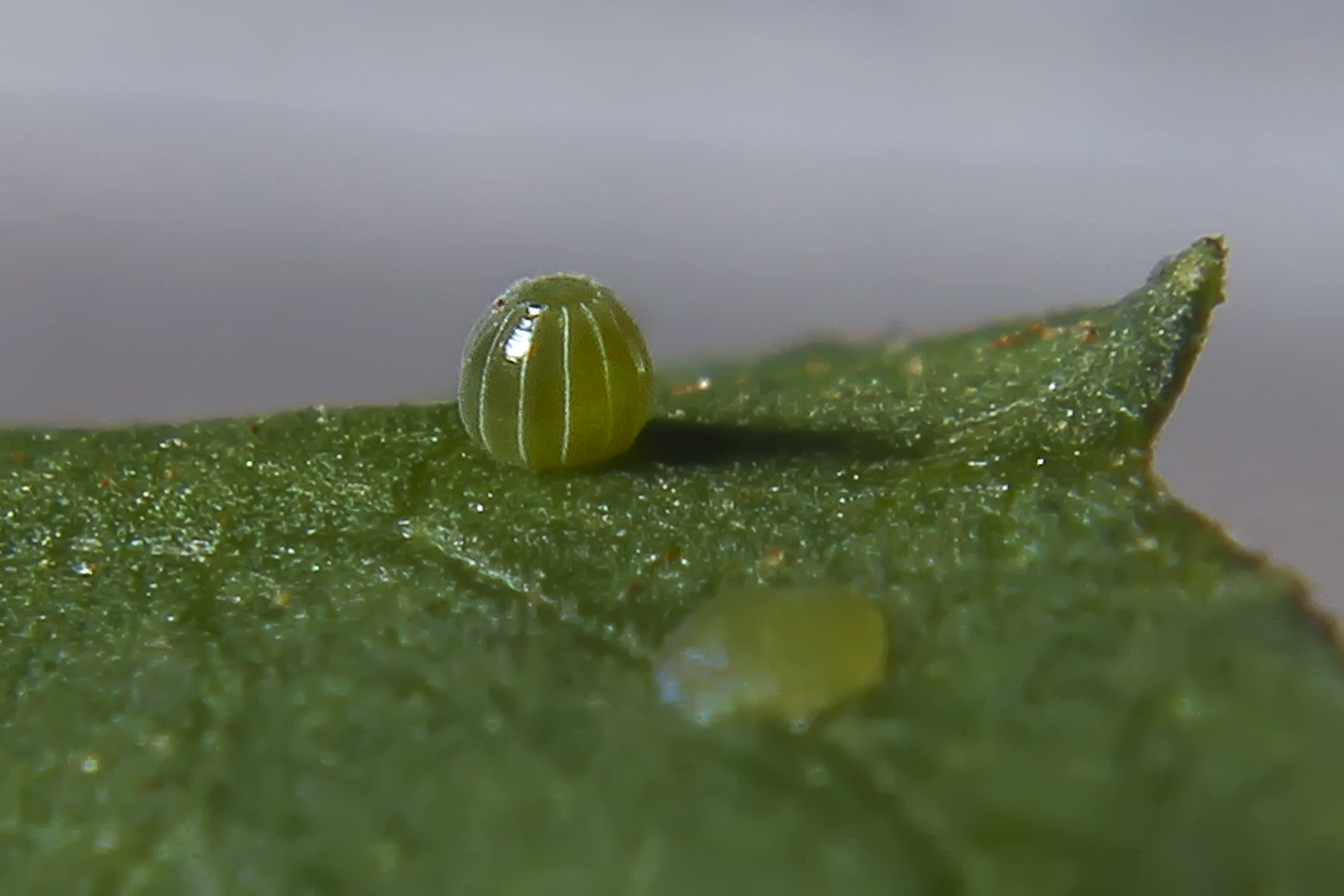
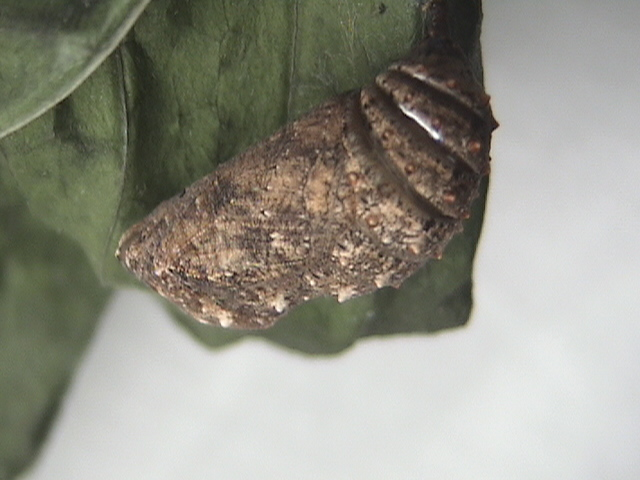
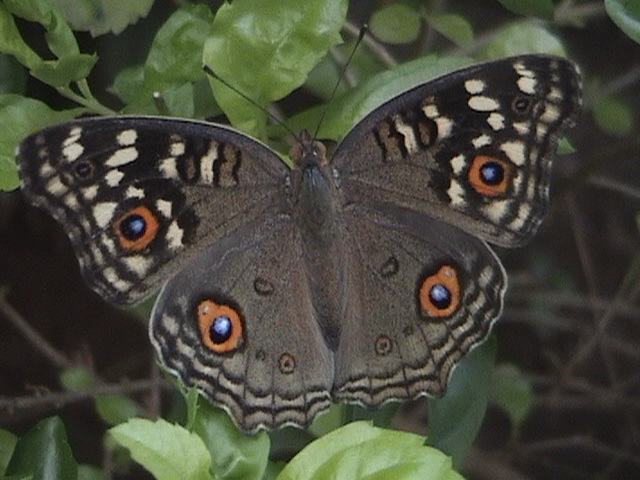
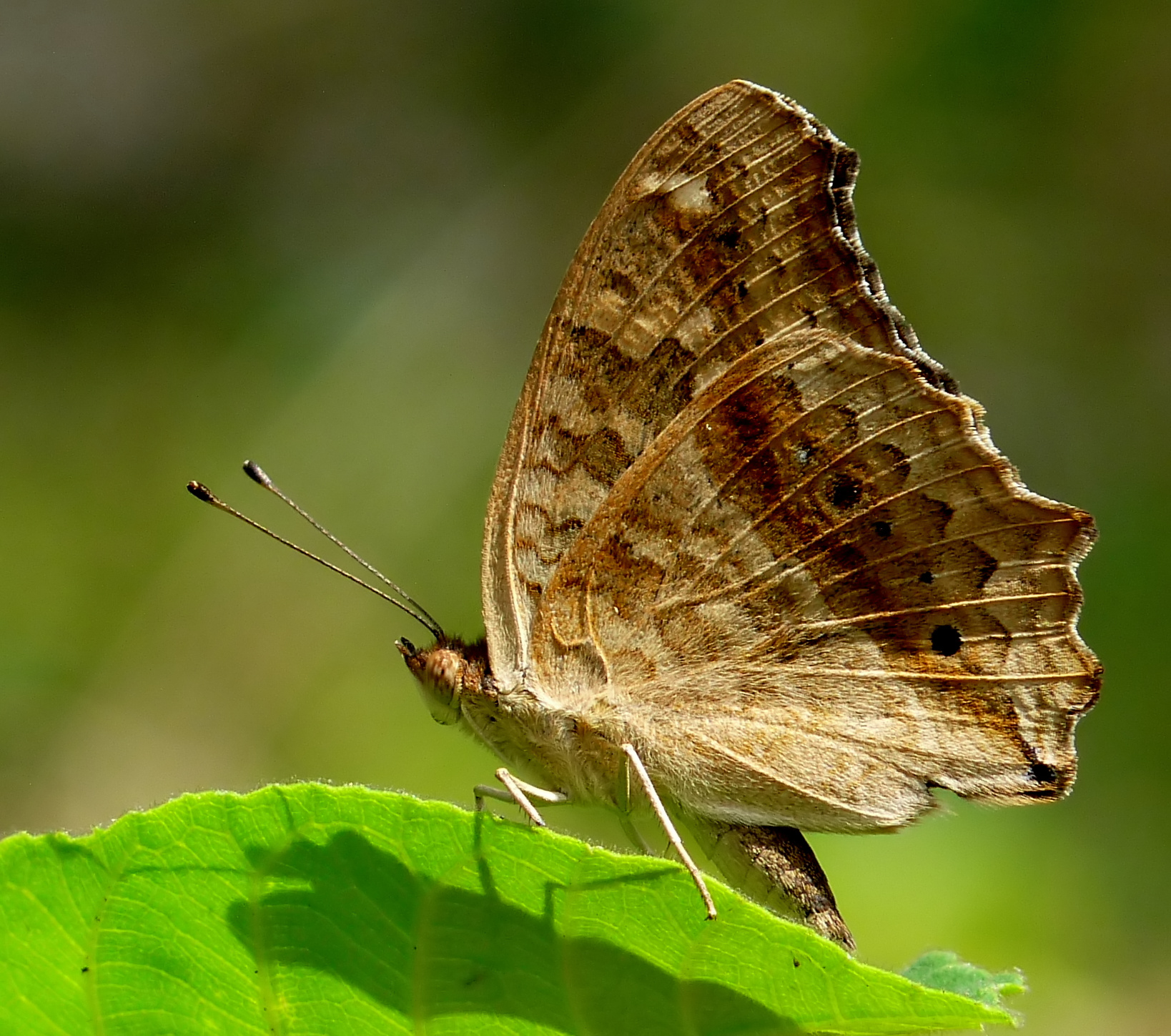
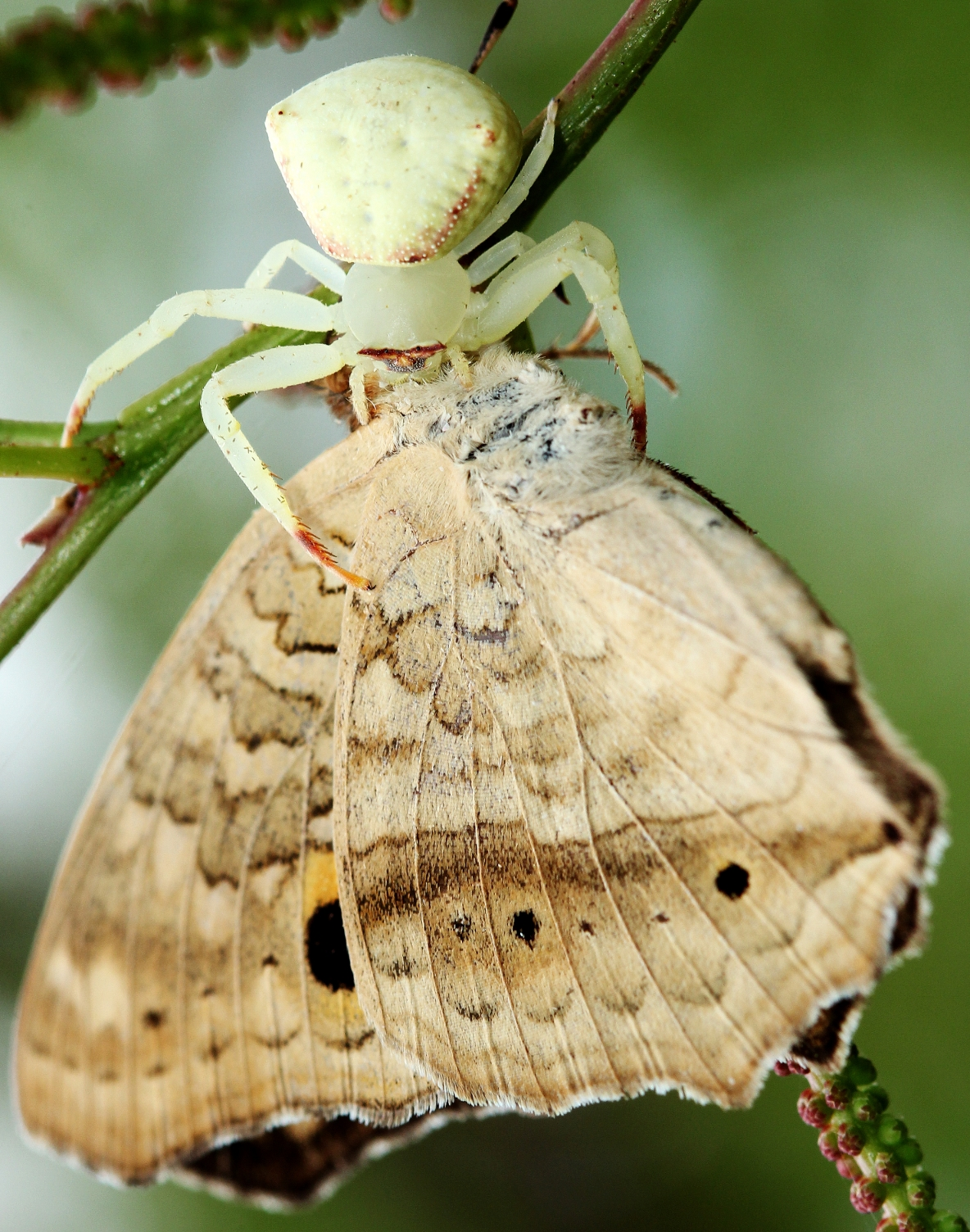
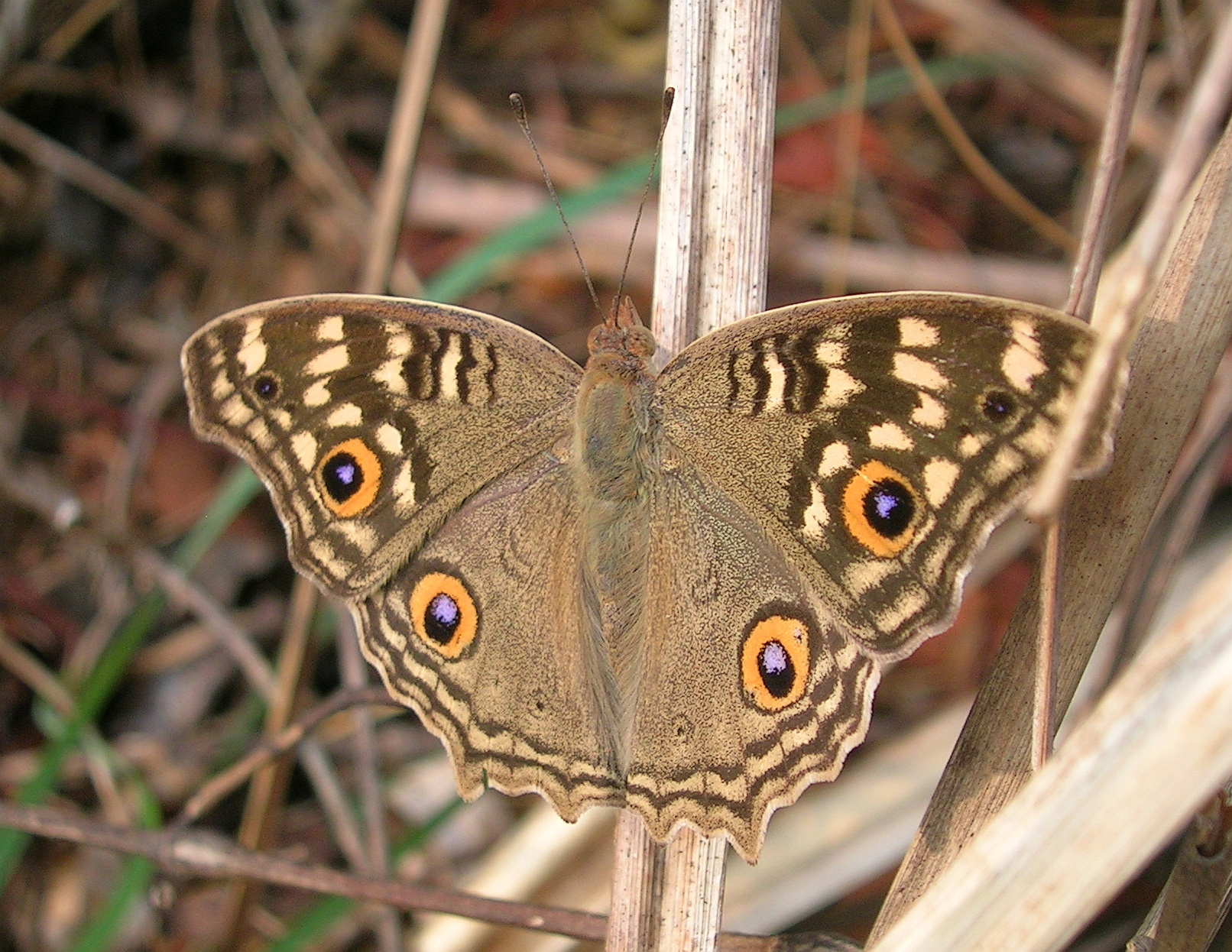
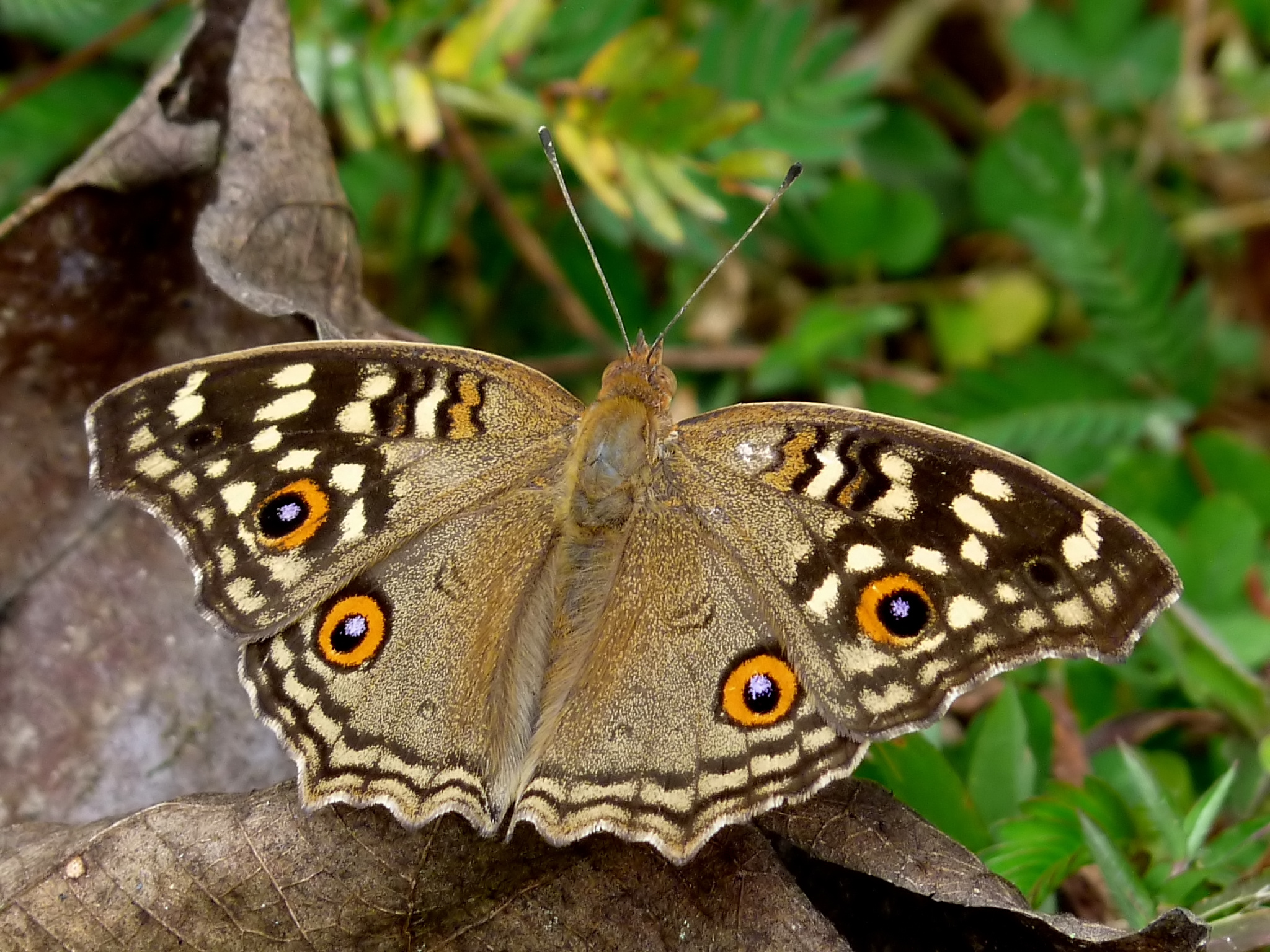